# わが名は小学生
「わが名は小学生」（わがなはしょうがくせい）は、2011年1月26日にGloryHeavenから発売されたシングル。

## 概要
表題曲「わが名は小学生」は、テレビアニメ『みつどもえ 増量中!』のオープニングテーマとして使用される。楽曲自体は、アグレッシヴかつハイテンションなポップチューンに仕上がっている。また、歌はアニメ第1期のオープニングテーマ「みっつ数えて大集合!」と同様に、作中で丸井みつば、丸井ふたば、丸井ひとはを演じる高垣彩陽、明坂聡美、戸松遥が担当している。丸井三姉妹名義でのCDリリースは、前作「まさか三卵性!?」から約4か月ぶりであり、本作で3作目となる。
カップリング曲「わが名はチェリーボーイ」は、矢部智役の下野紘が担当しており、『みつどもえinニコニコ生放送 なまどもえ』第4回にて下野自身が即興で歌ったオリジナル曲をもとに、前山田健一が矢部のキャラクターソングとして伴奏を付け、編曲・作詞を行ったものである。
ジャケットイラストには、丸井みつば、ふたば、ひとはの周囲に6年3組の生徒の顔がプリントされている。

### 主な記録
2011年2月7日付のオリコン週間シングルチャートで49位を獲得。丸井三姉妹名義の作品の中では「みっつ数えて大集合!」に次いで2番目の売上を記録した。また、『みつどもえ 増量中!』の楽曲では、1番の売り上げを記録した。
2011年2月7日付のBillboard Hot Single Salesで49位、Billboard Hot Animationで19位を獲得した。また、Billboard Hot Animationチャートに『みつどもえ』関連の楽曲がランクインするのは初である。

## 収録曲
1. わが名は小学生 [3:56]
歌：丸井みつば（高垣彩陽）、丸井ふたば（明坂聡美）、丸井ひとは（戸松遥）
作詞・作曲・編曲：前山田健一
  - テレビアニメ『みつどもえ 増量中!』オープニングテーマ
2. わが名はチェリーボーイ [3:48]
歌：矢部智（下野紘）
作詞：前山田健一、作曲：下野紘･前山田健一、編曲：前山田健一
3. わが名は小学生（Off Vocal）
4. わが名はチェリーボーイ（Off Vocal）